# بندر جديد (بروم ميفع)
'

تعديل مصدري - تعديل

بندر جديد هي إحدى قرى عزلة ميفع بمديرية بروم ميفع التابعة لمحافظة حضرموت، بلغ تعداد سكانها 87 نسمة حسب تعداد اليمن لعام 2004.